# Gigi (sztuka)

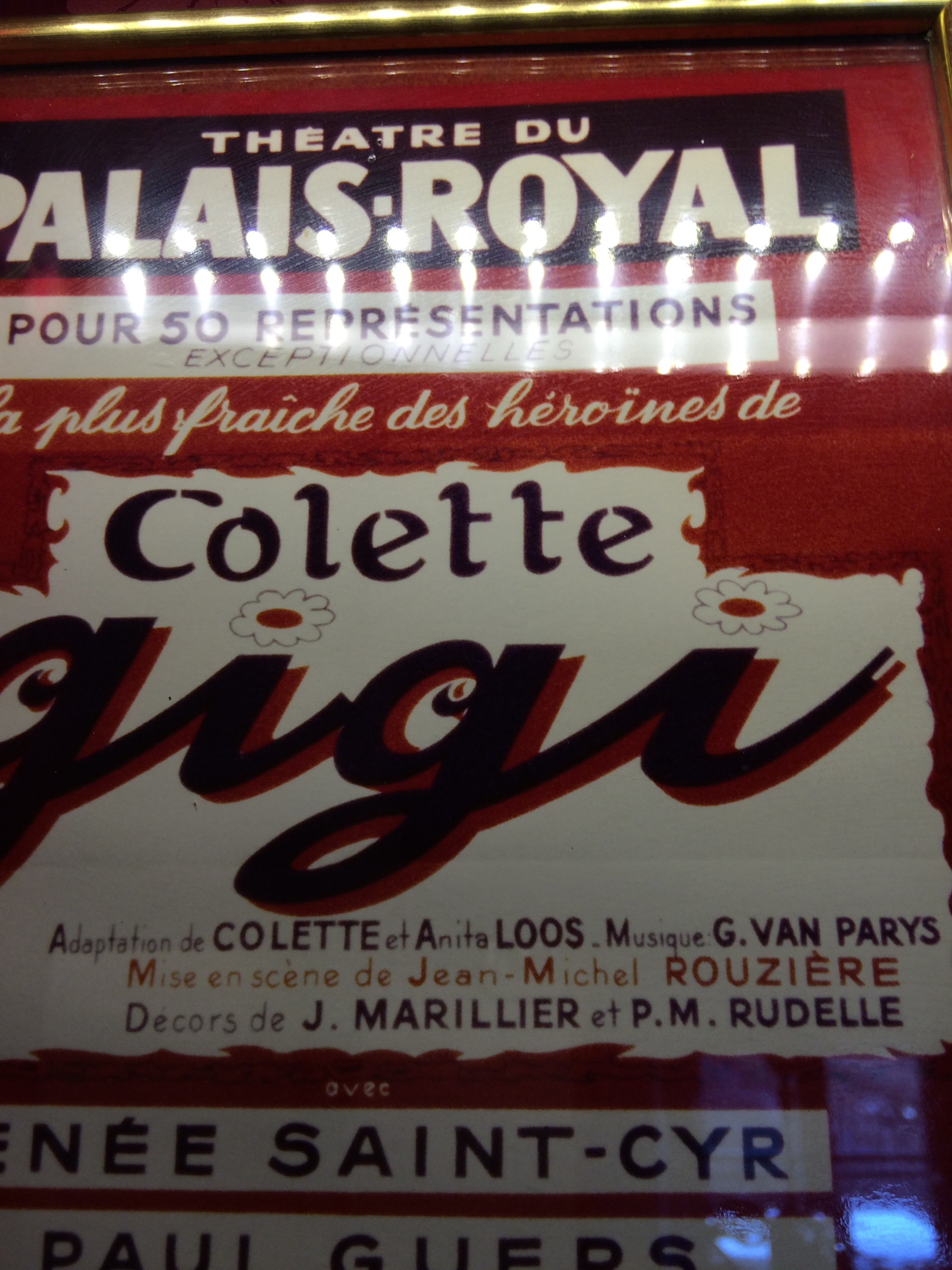
Reklama Gigi, wystawianej w Théâtre du Palais-Royal (2005)

Gigi – sztuka oparta na noweli, francuskiej pisarki Sidonie-Gabrielle Colette o tym samym tytule opublikowanej po raz pierwszy w 1944, będąca satyrą na moralność i społeczne standardy społeczeństwa francuskiego w pierwszej połowie XX wieku.

## Opis fabuły
Gigi opowiada historię dorastające paryżanki, młodej dziewczyny o imieniu Gigi, żyjącej na przełomie XIX i XX wieku. Matka, skupiona na pracy w teatrze, zostawia jej wychowywanie  ciotce i babce, dwóm byłym zawodowym kurtyzanom. Kobiety pragną, by dziewczyna poszła w ich ślady i stała się popularną, luksusową prostytutką. Stawiają sobie za cel wyuczenie jej zawodu i w tym celu proszą o pomoc Gaston'a, bogatego syna jednego z kochanków babki Gigi, który ma zainicjować rozwój jej kariery jako kurtyzany. Tytułowej bohaterce nie podoba się pomysł kontynuowania rodzinnej tradycji, lecz troskliwość, delikatność oraz urok młodzieńca sprawia, że ostatecznie się w nim zakochuje oraz zgadza się na złożoną przez niego propozycję ślubu.

## Historia
Pracą nad scenariuszem na podstawie noweli, zajęła się amerykańska autorka sztuk i scenarzystka, Anita Loos. W 1951 r., gdy prace zmierzały ku końcowi, podjęła współpracę z producentem teatralnym Gilbertem Millerem, który powierzył reżyserię George'owi Cukorowi.
Problemem okazało się obsadzenie roli Gigi, potęgowanym dodatkowo przez warunki umowy z pisarką, zastrzegającą sobie prawo do zatwierdzenia wyboru aktorki do roli tytułowej oraz samego scenariusza. Wobec braku odpowiedniej kandydatki, rolę otrzymała dwudziestodwuletnia, angielska aktorka i tancerka Audrey Hepburn, zaproponowana przez samą Colette, która zauważyła kobietę w czasie, gdy ta kręciła sceny do filmu w Monte Carlo. Mimo rozwiązania sytuacji związanej z tytułową bohaterką, od projektu odszedł George Cukor. Wtedy Miller zdecydował się na zatrudnienie francuskiego reżysera teatralnego Raymonda Rouleau.
Próby odbywały się w Fulton Theatre w mieście Lancaster, gdzie 24 listopada 1951 r. miała odbyć się premiera. Od 8 do 22 listopada Gigi była pokazywana przedpremierowo w Walnut Street Theater w Filadelfii. Sam spektakl spotkał się z bardzo chłodnym i zdystansowanym odbiorem ze strony krytyki. Sukcesem natomiast okazał się debiut sceniczny Audrey Hepburn, który w większość zyskał pozytywne opinie krytyków. Popularność Audrey spowodowała, że Gilbert Miller zdecydował się umieścić jej nazwisko nad tytułem spektaklu, znajdującym się na zewnętrznej stronie budynku teatru. Samą sztukę zagrano w sumie 219 razy, a ostatnie przedstawienie miało miejsce 13 maja 1952 roku.